# Saint-Martin-sur-Ocre
Saint-Martin-sur-Ocre foi uma comuna francesa na região administrativa de Borgonha-Franco-Condado, no departamento de Yonne. Estendia-se por uma área de 4,86 km². Em 2010 a comuna tinha 58 habitantes (densidade: 11,9 hab./km²).
Em 1 de janeiro de 2016, passou a formar parte da nova comuna de Le Val d'Ocre.